# Arrière côte de Dijon et de Beaune
Arrière côte de Dijon et de Beaune este o arie protejată (arie de protecție specială avifaunistică — SPA) din Franța întinsă pe o suprafață de 60.720 ha, integral pe uscat.

## Localizare
Centrul sitului Arrière côte de Dijon et de Beaune este situat la coordonatele 47°08′00″N 4°48′00″E / 47.13333°N 4.8°E.

## Înființare
Situl Arrière côte de Dijon et de Beaune a fost declarat arie de protecție specială avifaunistică în baza directivei 79/409 din 1979 referitoare la conservarea păsărilor sălbatice pentru a proteja 27 de specii de animale.

## Biodiversitate
Situată în ecoregiunea continentală, aria protejată nu include niciun habitat protejat.
La baza desemnării sitului se află mai multe specii protejate de  păsări (27): ciocănitoare neagră (Dryocopus martius), ciocârlie de pădure (Lullula arborea), gaia roșie (Milvus milvus), erete vânăt (Circus cyaneus), barză neagră (Ciconia nigra), cocor (Grus grus), șerpar (Circaetus gallicus), gaia roșie (Milvus milvus), pescăruș albastru (Alcedo atthis), sfrâncioc roșiatic (Lanius collurio), pasărea ogorului (Burhinus oedicnemus), minunița (Aegolius funereus), caprimulg (Caprimulgus europaeus), barză albă (Ciconia ciconia), ciocănitoarea de stejar (Dendrocopos medius), presură de grădină (Emberiza hortulana), gaia neagră (Milvus migrans), ciocănitoare verzuie (Picus canus), erete cenușiu (Circus pygargus), viespar (Pernis apivorus), erete vânăt (Circus cyaneus), gaia roșie (Milvus milvus), erete vânăt (Circus cyaneus), buha (Bubo bubo), acvilă pitică (Hieraaetus pennatus), șoim călător (Falco peregrinus), șoim călător (Falco peregrinus)
Pe lângă speciile protejate, pe teritoriul sitului au mai fost identificate 16 specii de păsări.